# Kistvaen di Dartmoor
Le kistvaen di Dartmoor sono delle sepolture a cista del periodo tardo neolitico e dell'Età del Bronzo comprese tra il 2500 a.C. ed il 1500 a.C. Le kistvaens si possono trovare in molti luoghi tra cui Dartmoor, in un'area di brughiera di 954 m² a sud del Devon, in Inghilterra. Le tombe, di forma a scatola, vennero create dall'antico popolo dell'area che viveva in cerchi di pietra. Le ciste spesso si trovano al centro di un cairn anche se talvolta possono apparire solitarie col risultato di un singolo monte di terra. Vi sono più di 180 ciste conosciute a Dartmoor anche se potrebbero esservi altre 100 tombe circa ancora inesplorate. A sudovest non vi sono ciste sulle colline di Quantock, e solo 2 si possono trovare a Exmoor mentre 58 sono state ritrovate a Bodmin Moor. Le ciste di Dartmoor hanno per il 94% l'asse longitudinale orientato NO/SE Pare che le ciste di Dartmoor siano state così posizionate perché il defunto potesse vedere il sole.
Nell'agosto del 2011 è stata ritrovata dopo più di 100 anni dall'ultima, una cista non ancora scavata, presso Whitehorse Hill, non lontano da Chagford.

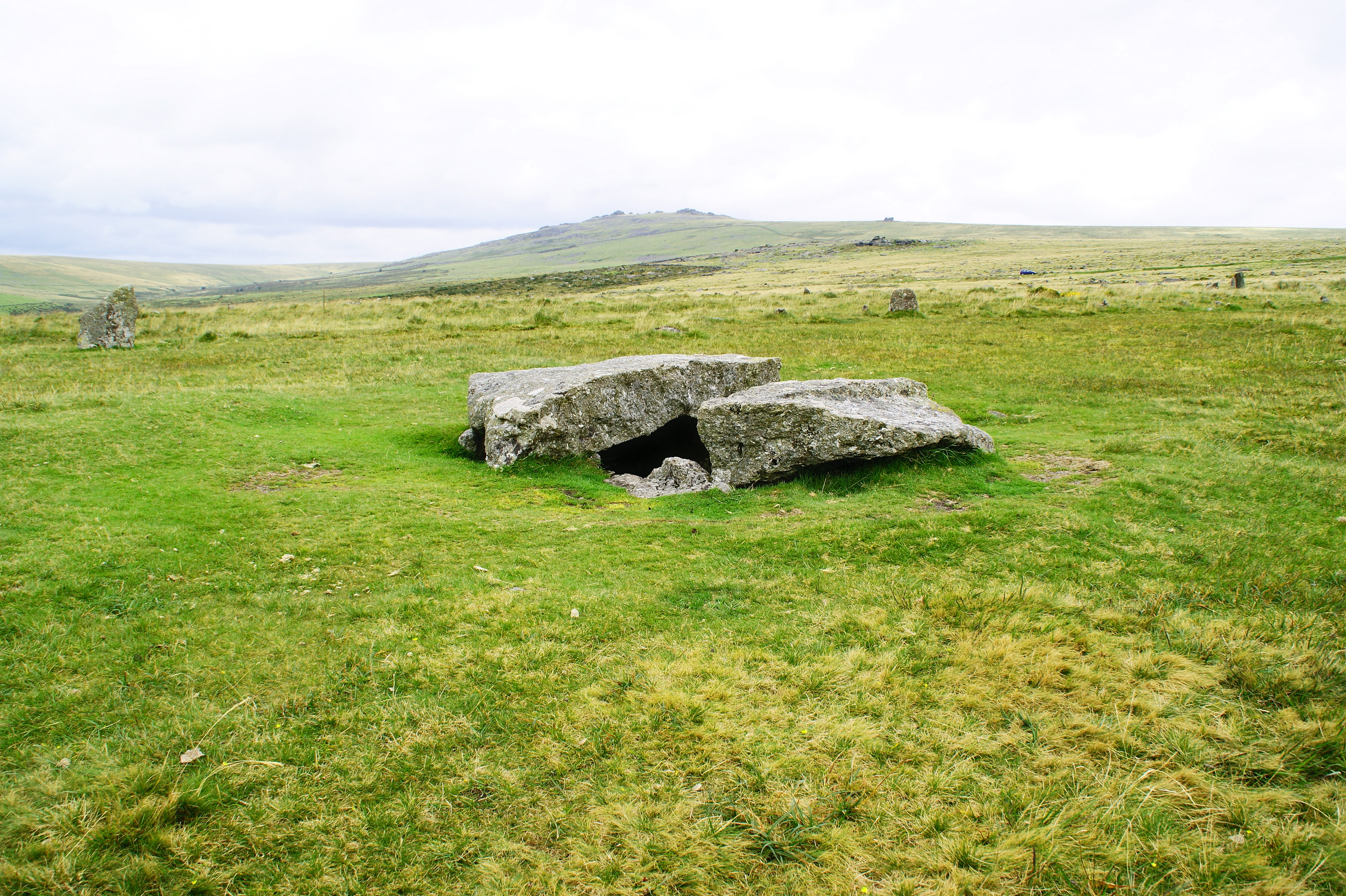
Una kistvaen a sud di Merrivale

## Descrizione
La parola "kistvaen" è derivata dal cornu-celtico Cist-veyn o Cist-vyin; in gallese la parola è Cist-faen. Tutti questi nomi significano "cesta di pietra" (cist è la parola per cesta o scatola, maen significa pietra). Le kistvaen sono formate utilizzando quattro o più pietre piatte su ciascun lato con una grande pietra di copertura sulla sommità. Alcune kistvaen sono circondate da circoli di pietre erette. In generale, se un corpo doveva esservi sepolto senza cremazione, veniva posto nella kistvaen in posizione fetale. Se il corpo veniva invece cremati le ceneri venivano solitamente poste in un'urna cineraria e l'urna veniva poi posta in una kistvaen.
Ad ogni modo, la maggior parte delle kistvaen note di Dartmoor sono state aperte già in passato, e ciò che contenevano è andato perduto. Le ciste vennero probabilmente svuotate nella speranza di trovarvi dei tesori. Le kistvaen erano note con nomi comuni come "buche dei soldi", "scatole dei soldi", "caverne", "tombe romane" e così via. L'idea di antiche tombe contenenti oggetti di valore era di molto antica; una delle prime menzioni relative alla ricerca di questi tumuli nel Devon risale al 1324. Il permesso di ricerca venne garantito da re Edoardo II d'Inghilterra.
Gli archeologi attuali utilizzano la parola cista per riferirsi alla struttura principale delle kistvaen, ma sino al XIX secolo erano in uso anche termini come "cesta", "pietra", "bara di pietra" ecc.

## Leggende
Le tombe dei morti venivano tradizionalmente reputate luoghi sacri dal popolo di Dartmoor. Ad ogni modo i vari tesori correlati a queste sepolture hanno fatto sì che giustamente non si dovesse disturbare il sonno dei defunti per ricercarne l'oro con loro sepolto. Le razzie ad ogni modo proseguirono e molte furono le storie di tombaroli puniti dalle anime dei defunti o da forze soprannaturali.
Una di queste leggende parla appunto di "un parroco" il quale aveva individuato su una mappa dell'area alcune kistvaen indicandole con dei puntini neri. Ben presto la sua mappa riportò tanti puntini neri quanti una coccinella.
Aperte tutte le tombe, il parroco gioiva delle grandi ricchezze ritrovate e giorno e notte si dava a contare le copiose monete. La ricchezza ad ogni modo non lo rese felice né durò abbastanza per lui. Una notte la brughiera era spazzata da una tremenda tempesta e furiosi lampi e tuoni colpivano l'area. Nessuno poteva dormire per il rumore della tempesta.
Quando il mattino dopo terminò, con gran sorpresa, tutti si accorsero che non vi erano stati danni. Le case erano intatte ad eccezione di una, la casa del parroco. La sua casa era in rovina e ancora stava bruciando. Si disse che il parroco fosse stato punito dal diavolo in persona per la sua cupidigia.